# Décembre 1971

## Évènements
- Le prix Nobel de la paix est attribué à l'Allemand Willy Brandt.
- France : Forte agitation dans les lycées.

- 2 décembre : 
  - Indépendance des Émirats arabes unis.
  - Tito condamne les nationalistes croates à la télévision yougoslave.

- 2 - 16 décembre : intervention militaire indienne pour aider la sécession du Bangladesh.
  - Après un raid de l’aviation pakistanaise sur le nord-ouest du Bangladesh (3 décembre), l’Inde engage de puissantes forces militaires qui défont le Pakistan.

- 3 décembre, France : piratage d'un avion de la Pakistan International Airlines, le vol 711, à Orly, par l'aventurier Jean Kay, qui réclame l'envoi immédiat de médicaments au Bangladesh.

- 9 décembre : les émirats du Golfe sont admis à l’ONU.

- 16 décembre :
  - Les troupes indiennes entrent à Dhâkâ.
  - A. A. K. Niazi, général en chef des troupes du Pakistan oriental, demande un cessez-le-feu à l’ONU et signe sa reddition. Indépendance du Bangladesh. Islamabad lance toutefois plusieurs offensives dans le Cachemire, le Pendjab et le Rajasthan. Les Indiens contre-attaquent sans résultat décisif.

- 17 décembre : Yahya Khan accepte le cessez-le-feu proposé la veille par Indira Gandhi par le truchement des Nations unies.

- 18 décembre : 
  - Accords de Washington[1]. Le dollar est dévalué de 7,89 % par rapport aux principales devises occidentales.
  - Réévaluation du yen de 16,9 % par rapport au dollar[2].

- 20 décembre : Zulfikar Ali Bhutto devient Président du Pakistan.

- 21 décembre : une explosion de gaz dans la tour B, dite La Lucille, rue du Coudray à Argenteuil (Val-d'Oise), en France, fait 21 morts, dont deux pompiers, et 128 blessés[3].

- 22 décembre : élection de Kurt Waldheim au poste de secrétaire général des Nations unies.

- 26 décembre : offensive aérienne US d'envergure sur le nord Viêt Nam.

## Naissances
- 4 décembre : Aymeric Caron, journaliste de radio et de télévision, écrivain et homme politique français.
- 7 décembre : Chasey Lain, actrice américaine.
- 8 décembre : Enrique Ponce, matador espagnol.
- 15 décembre : Kamel Ouali, chorégraphe, danseur et metteur en scène français.
- 17 décembre : 
  - Antoine Rigaudeau, basketteur français.
  - Nikki McCray-Penson, joueuse et entraîneuse américaine de basket-ball († 7 juillet 2023).
- 18 décembre : Lucy Deakins, ancienne actrice américaine aujourd'hui avocate.
- 21 décembre : Matthieu Chedid dit -M- chanteur français.
- 23 décembre : Corey Haim, acteur et producteur canadien († 10 mars 2010).
- 24 décembre : Ricky Martin, chanteur et acteur portoricain.
- 25 décembre : 
  - Dido, chanteuse anglaise.
  - Noel Hogan, guitariste irlandais du groupe The Cranberries.
  - Justin Trudeau, fils ainé de Pierre Elliott Trudeau et homme politique canadien.
  - Yoji Shinkawa, illustrateur japonais et concepteur de personnages, plus particulièrement créateur des personnages de la saga Metal Gear.
- 26 décembre : Jared Leto, acteur et chanteur américain.
  - Cécile Bois, actrice française, héroïne de la série Candice Renoir.
- 28 décembre : Thomas Cantaloube, journaliste français.
- 31 mars : Søren Pape Poulsen, homme politique danois († 2 mars 2024).